# Acarichthys heckelii
Acarichthys heckelii  (Müller & Troschel, 1849), unica specie del genere Acarichthys, è un pesce d'acqua dolce appartenente alla famiglia Cichlidae, sottofamiglia Geophaginae.

## Distribuzione e habitat
Questa specie è diffusa in Sudamerica, in Amazzonia, dove è diffuso nel bacino idrografico di grandi fiumi (Rio delle Amazzoni, Rio Negro, Essequibo Tocantins).

## Descrizione

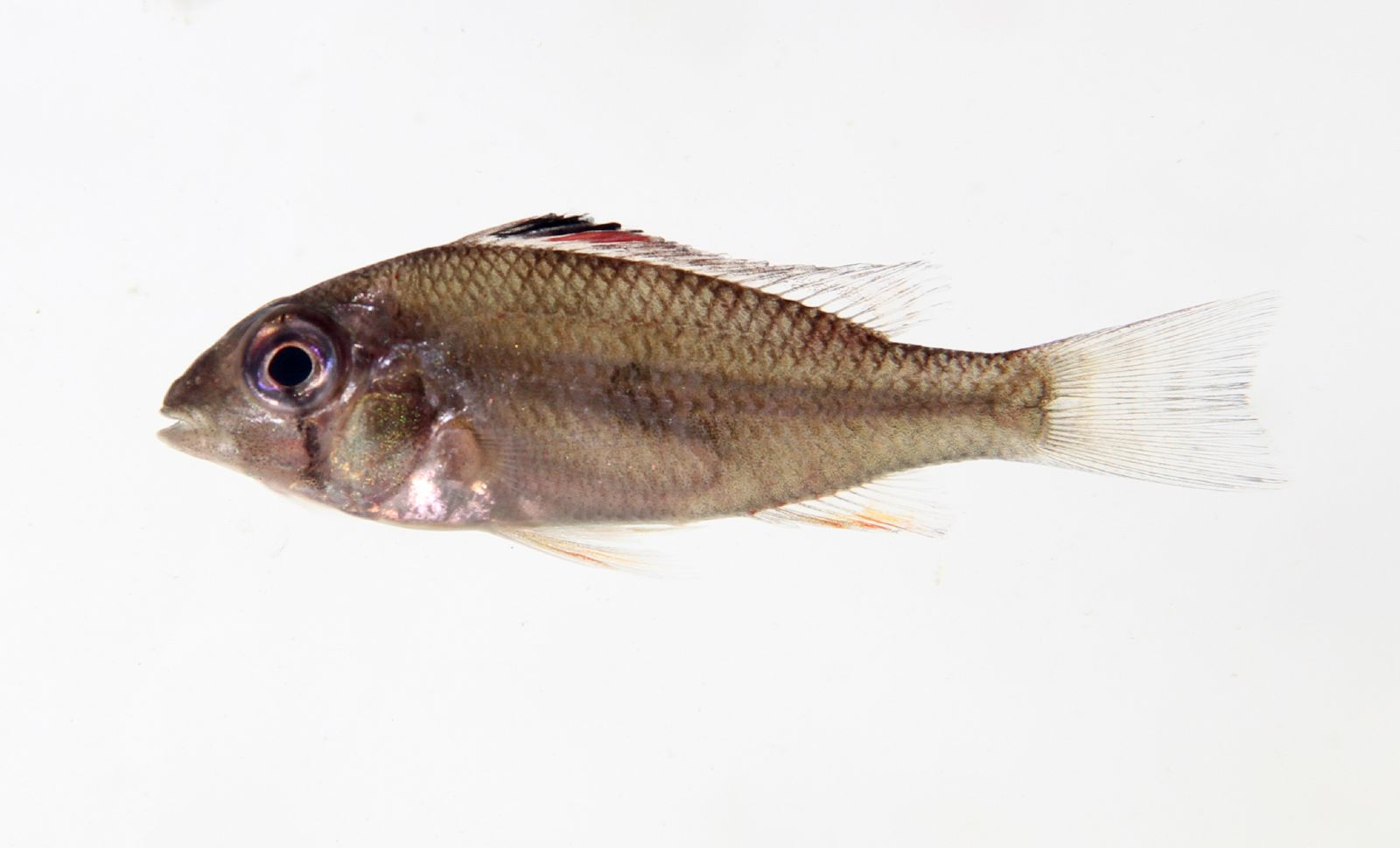
Un esemplare giovanile

A. heckelii presenta un corpo tozzo, piuttosto compresso ai fianchi, dal profilo ellissoidale, con muso prominente e peduncolo caudale allungato. Le pinne pettorali sono trapezoidali, le pinne ventrali sono allungate e appuntite, l'anale è allungata. La parte terminale della pinna dorsale ha i raggi molto allungati, rendendo la pinna alta e filamentosa; anche la pinna caudale presenta i raggi più esterni allungati. La livrea è molto vivace e particolare, ma anche mutevole per ciascun esemplare: tendenzialmente il corpo ha fondo grigio-azzurro o grigio-beige, su cui si stagliano file di scaglie con riflessi azzurro metallizzato. Al centro del corpo spicca una macchia nera circolare, più o meno visibile. La pinna dorsale è azzurro-lilla puntinata di azzurro metallico, con i raggi terminali filamentosi rosso vivo. La coda presenta una colorazione molto simile, mentre la pinna anale è giallo vivo alla radice, che sfuma poi in rosso e viola; le ventrali sono bianco-lilla, con apici gialle e rosse.

Raggiunge una lunghezza massima di 20 cm.

## Riproduzione
Depone le uova in buche scavate sul fondale: sono presenti cure parentali.

## Alimentazione
A. heckelii ha dieta onnivora: si nutre di detriti, di alghe filamentose, di invertebrati acquatici e terrestri.

## Pesca
Non è oggetto di pesca a livello industriale ma è comunque pescato per l'alimentazione delle popolazioni locali.

## Acquariofilia
Questa specie, non molto diffusa in commercio, è allevata dagli appassionati di ciclidi sudamericani.